# De Geerska palatset

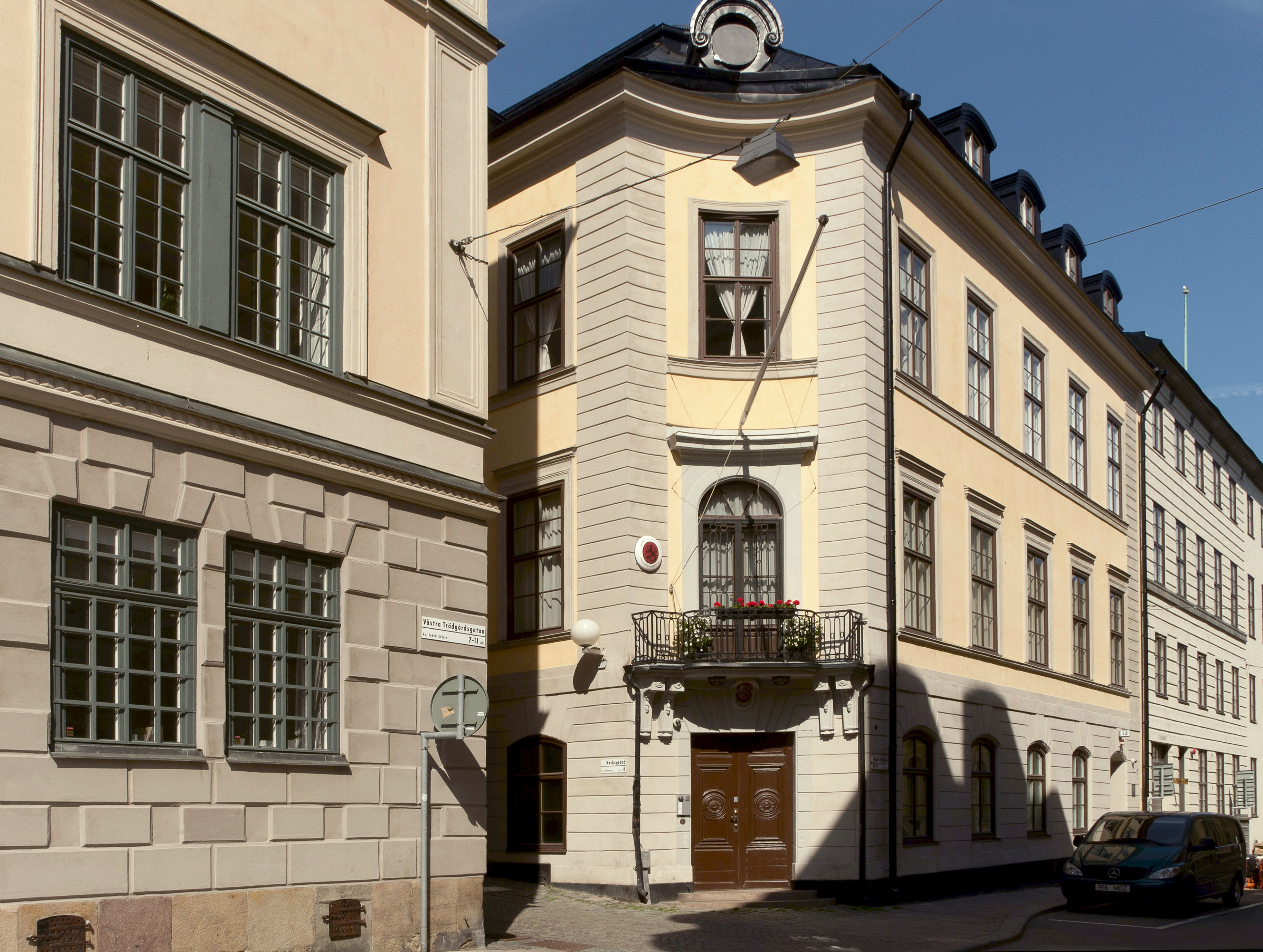
De Geerska palatsets indragna hörn, Tändstickspalatset i bakgrunden, 2010.

De Geerska palatset, även kallad Wachtmeisterska huset efter senare ägare, är en fastighet i kvarteret Spektern i hörnet Västra Trädgårdsgatan 13 och Kocksgränd på Norrmalm i Stockholm. 1941 köpte Finska staten huset för att inhysa Finlands ambassad i Stockholm som det var fram till 1974 då beskickningen flyttades till  Regeringsgatan 67 (sedan 2001 i Finska borgen i Diplomatstaden). Stadsmuseet i Stockholm har blåklassat byggnaden vilket innebär att bebyggelsens kulturhistoriska värde får inte förvanskas och av stadsmuseet anses motsvara fordringarna för byggnadsminnen i Kulturmiljölagen.

## Historik

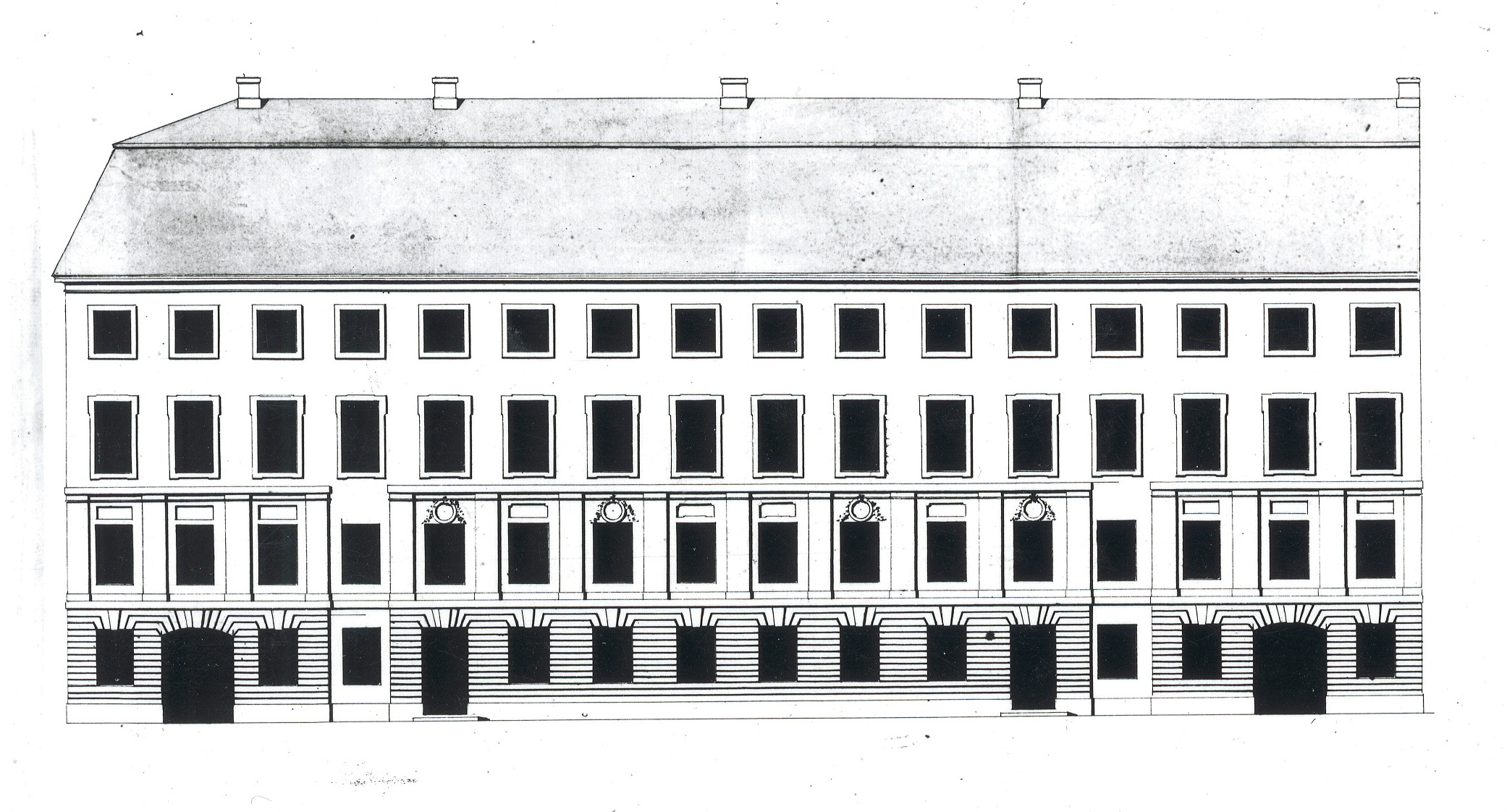
De Geerska palatset omkring 1740.

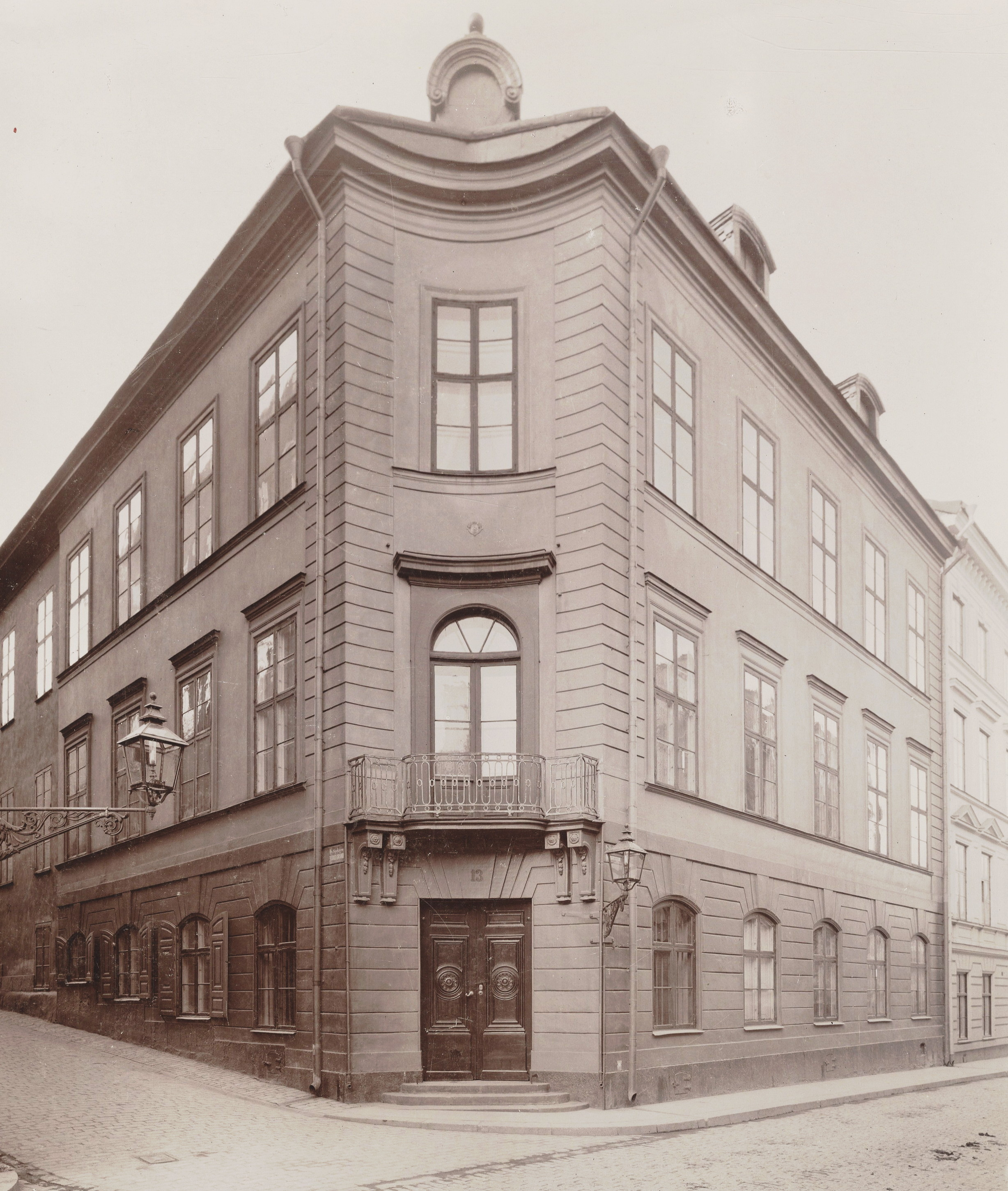
Wachtmeisterska huset 1903.

De Geerska palatset omfattade ursprungligen fastigheterna Spektern 8 och 9 som under 1700-talets början ägdes av familjen De Geer. Egendomen ärvdes 1730 av den då tioårige Charles De Geer. Omkring 1740 omgestaltades palatset av arkitekt Carl Hårleman. De Geers tre stenhus vid Västra Trädgårdsgatan om- och tillbyggdes mellan 1769 och 1775 efter ritningar av Jean Eric Rehn. 
Arkitekturen motsvarar fransk klassicism och domineras av släta fasadpartier och rusticerande hörnkedjor. Södra hushörnet vid Kocksgränd är konkavt avskuret. Här märks en konsolburen balkong med smidesräcke, som är den enda dekorativa utsmyckningen på husets fasader. En del av palatset i Spektern 8 revs 1926 för att ge plats åt Tändstickspalatset. Spektern 9 renoverades 1942 med Ragnar Hjorth som ansvarige arkitekt. Huset var sedan Finlands ambassad i Stockholm, men är numera finska ambassadörens residens.

## Interiör
Interiören är välbevarad med inredningsdetaljer från Jean Eric Rehns tid och senare perioder. I entrén finns väggmålningar utförda av Carl Fredrik Torsselius åren 1817-1818. Trappuppgången pryds av marmorstatyn Den dansande pojken som skapades av Walter Runeberg år 1876. Dekorationsmålningar i Mannerheimsalongen är utförda i svensk nyklassisk stil från slutet av 1700-talet. Möblerna i Gula salongen går i nyklassicistisk stil och härrör från 1850- och 1870-talen. Väggarna pryds här av bland annat Hjalmar Munsterhjelms skärgårdsmotiv från 1884. I Empiresalongen återfinns bland annat en kakelugn i rokoko från husets ursprungstid. I samband med en renovering 1976-1977 inreddes en vinstuga för representationsändamål i källarvåningen.

## Ägare
Efter Charles De Geer död år 1778 ärvde hans änka Catharina Charlotta (född Ribbing) huset och efter hennes död övertogs det av sonen Louis De Geer. Efter några ägobyten kom huset att ägas av greven och riksdagsmannen Axel Fredrik Wachtmeister. Efter dennes död gick fastigheten gick i arv till hans son Henning Wachtmeister som ägde huset fram till sin död 1940. Därefter blev Finska staten ägare till De Geerska palatset på initiativ av borgarrådet Yngve Larsson.  Numera finns här den finska ambassadörens residens.